# Kuqa

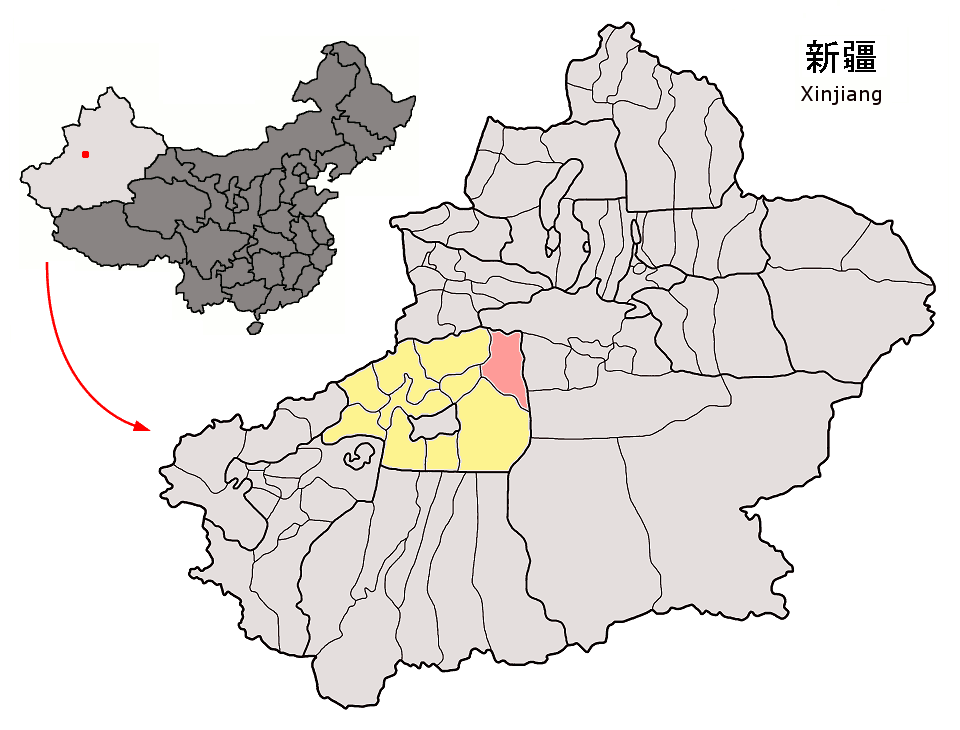
Lage von Kuqa (rosa) im Regierungsbezirk Aksu (gelb) von Xinjiang

Der Kreis Kuqa oder Kutscha (Modernes chinesisch vereinfacht: 库车县; traditionell: 庫車縣, Pinyin Kùchē xiàn, manchmal auch Kucha, Chiu-tzu, Kiu-che, Kuei-tzu; altes Chinesisch: 屈支 屈茨; 龜弦; 丘玆, auch Bo; antik 龜茲,  Qiūcí; uigurisch كۇچار Kuqar) gehört zum Regierungsbezirk Aksu im Uigurischen Autonomen Gebiet Xinjiang der Volksrepublik China. Der Kreis hat eine Fläche von 14.529 km² und 462.588 Einwohner (Stand: Zensus 2010). Etwa ein Viertel davon lebt in der Großgemeinde Kuqa (库车镇), dem Verwaltungssitz des Kreises. Kuqa war eine wichtige Station auf der Seidenstraße.
Der Name Kuqa ist vermutlich auf das kutschanische Wort *kutsi zurückzuführen, das wohl, wie der Name des Königshauses von Kutscha Po „weiß“ bedeutet.

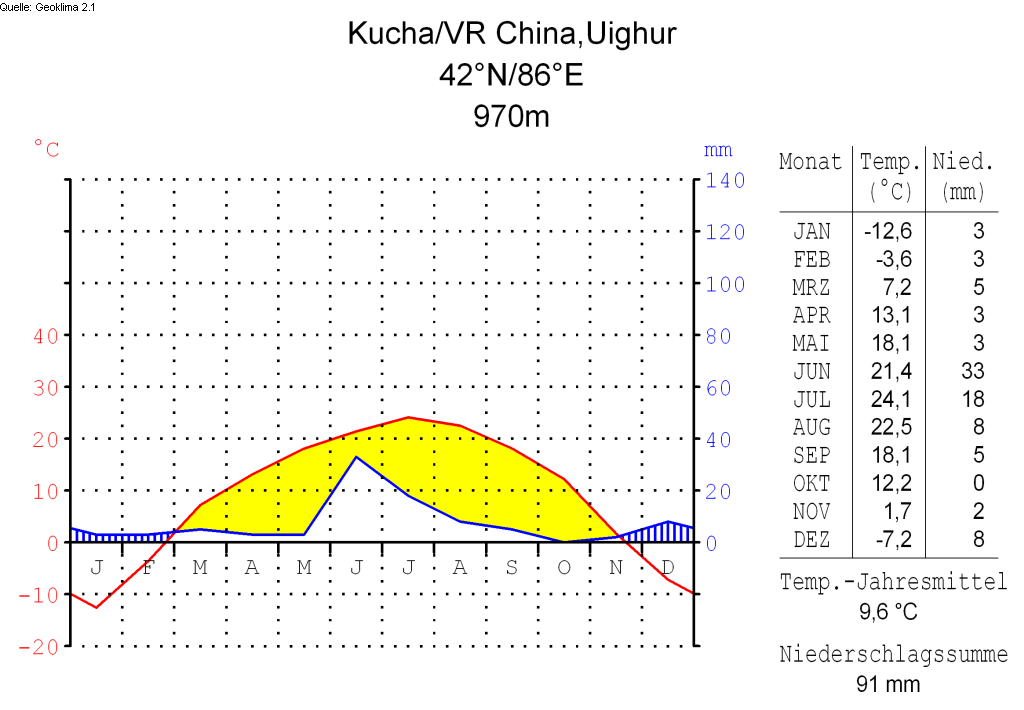
Klimadiagramm von Kuqa

## Geschichte
Das Staatsgebiet des ehemaligen Königreichs von Kutscha umfasste etwa die heutigen Kreise Bugur, Kucha, Aksu, Ushi, Toksu und Shah-yar. Im Jahre 109 v. Chr. stand das Königreich Kucha nachweislich in freundschaftlicher Beziehung zu China. im 1. Jahrhundert v. Chr. kam es zu ersten Kontakten mit der aufstrebenden Han-Dynastie, wodurch Kuqa zeitweise chinesischer Vasall wurde. 46 n. Chr. wurde Kuqa von König Xian von Yarkant erobert. Nach weiteren Unruhen wurde das Tarimbecken 78 n. Chr. vom chinesischen General Ban Chao wieder unterworfen, der Kuqa zum Verwaltungszentrum der chinesischen Herrschaft über das Tarimbecken machte. Gleichzeitig beseitigte Ban Chao einen von den Xiongnu eingesetzten Marionettenkönig und ersetzte ihn durch Bo Ba, das erste bekannte Mitglied der Familie Bo (帛/白), die mindestens bis ins 5. Jahrhundert über Kuqa herrschte. Nach wiederholten Aufständen musste sich Kuqa 91 und 126 wieder China unterwerfen. Im 3. Jahrhundert sind engere Verbindungen zur westlichen Jin-Dynastie überliefert, die jedoch um 300 beendet wurden, als König Long Hui (龍會) von Karaschahr die Herrschaft über das Tarimbecken errang. Nachdem Kuqa wieder seine Selbstständigkeit zurück erlangt hatte, wurde es 382 von General Lü Guang (呂光) auf Befehl Fu Jians (357–385) zerstört. 448 unterwarf die Nördliche Wei-Dynastie Kuqa und machten es tributpflichtig. Wie chinesische Quellen berichten, wurde Kucha im 5. Jahrhundert Teil des Reichs der Hephthaliten. Nachdem Kuqa sich aber mit Karaschahr gegen China verbündet hatte, wurde es 648 besiegt und unterworfen. Die Tang installierten im selben Jahr eine Garnison als Teil der „Vier Garnisonen von Anxi“. Auch in folgender Zeit bestand eine starke Abhängigkeit von China, jedoch erlauben die Quellen nur mehr wenige Angaben. Vermutlich wurde Kuqa im 11. Jahrhundert muslimisch. Noch im 7. Jahrhundert beschrieb der chinesische Reisende Xuanzang Kuqa als eine blühende Oase mit ausgebauter Landwirtschaft und reichen Mineralvorkommen.
Zur Zeit der tibetischen Oberherrschaft galt Kucha als einigermaßen autonom. Im 9. Jahrhundert wurde Kucha ein wichtiges Zentrum im Uighurischen Königreich von Qocho.
Zu Anfang des 20. Jahrhunderts entdeckten Archäologen buddhistische Höhlentempel in der Umgebung von Kuqa, die im Inneren bedeutsame Wandmalereien aufweisen.
In den antiken Bauten aus Kuqa wurden tocharische Dokumente entdeckt.

## Verwaltung
Der Kreis verwaltet folgende Großgemeinden und Gemeinden:
| Großgemeinden (镇 zhèn): - 阿拉哈格镇 Alahage zhèn - 墩阔坦镇 Dunkuotan zhèn - 库车镇 Kuche zhèn - 齐满镇 Qiman zhèn - 乌恰镇 Wuqia zhèn - 乌尊镇 Wuzun zhèn - 牙哈镇 Yaha zhèn - 雅克拉镇 Yakela zhèn - 依西哈拉镇 Yixihala zhèn | Gemeinden (乡 xiāng): - 阿格乡 Age xiāng - 阿克吾斯塘乡 Akewusitang xiāng - 比西巴格乡 Bixibage xiāng - 哈尼喀木乡 Banikamu xiāng - 塔里木乡 Talimu xiāng - 玉奇吾斯塘乡 Yuqiwusitang xiāng |

## Ethnische Gliederung der Bevölkerung des Kreises Kuqa (2000)
Beim Zensus im Jahr 2000 wurden im Kreis Kuqa 388.593 Einwohner gezählt (Bevölkerungsdichte 26,76 Einwohner/km²).
| Name des Volkes | Einwohner | Anteil  |
| --------------- | --------- | ------- |
| Uiguren         | 342.440   | 88,12 % |
| Han             | 043.596   | 11,22 % |
| Hui             | 00 1.967  | 00,51 % |
| Kirgisen        | 000142    | 00,04 % |
| Mongolen        | 000074    | 00,02 % |
| Kasachen        | 000056    | 00,01 % |
| Tujia           | 000054    | 00,01 % |
| Mandschu        | 000049    | 00,01 % |
| Zhuang          | 000047    | 00,01 % |
| Miao            | 000039    | 00,01 % |
| Sonstige        | 000129    | 00,04 % |